# 大塚寛
大塚 寛（おおつか ひろし、1971年12月14日 - ）は、日本の実業家。セグウェイジャパン株式会社の創設者であり、代表取締役会長やPST株式会社の代表取締役、株式会社AGIの取締役など、数社の顧問や大学の非常勤講師などを務める。

## 人物

### 幼少・学生時代
第二次ベビーブーム世代ということもあり、常に人数が多い環境で育ち、幼少の頃から野球、サッカー、テニス、スキーなどのスポーツ少年であった。テニスは中学生から大学まで続けていたため、大学のアルバイトもウインザーラケットショップ横浜店で4年間、販売、ストリンガーとして通っていた。母方家系は旅館業を営んでいたため、小中高時代の休み時期は必ず手伝いを行い、大人の顔色を伺い小遣いが貰えるかなどの感性を養っていた。大学では、ファジー回路設計を行い、ラットの海馬に電極を刺し学習機能を測定する装置を開発していた。就職は、教授推薦で大手半導体技術系企業に内定が決まっていたが、知人の父の勧めでコンピューター企業の成長が今後は来る！との言葉で一般推薦に切り替え、スーパーコンピューター老舗メーカーのクレイ・インコーポレイテッドの日本法人である日本クレイ株式会社に就職。

### 社会人時代
就職後すぐに、つくば営業所に配属になり、国立研究所や国立大学の担当となる。その2年後にグラフィックス老舗メーカーのシリコングラフィックスとクレイが合併し、日本法人も同様になり、日本SGI株式会社となる。営業時代は、官公庁担当となり数々の受賞を成し遂げ、毎年の全世界のAward Tripにも選ばれる。グラフィックスマーケティング部長を最年少で就任した後、2000年にインターネット・バブルになり、当時インターQ（現GMOインターネット）の傘下で壁紙ドットコム株式会社を設立し、PCや携帯電話の待ち受け画面を著作権保持しながら配信するサービスを2001年に開始した。相田みつを美術館や写真家から契約締結しサービスを行った。その時にコピーされない技術を株式会社オン・ザ・エッヂ（堀江貴文）と開発を行う。2001年から新規事業としてロボット事業を掲げ、ITを軸にしたロボット事業として要素技術展開を実行した。

### 新規事業（ロボット事業）時代
ロボット事業のきっかけは、北野宏明が提唱する、“2050年までに人型ロボットでワールドカップチャンピオンに勝つ”というロボカップに共感し、世界の人工知能学者が一気にアクセス出来ると思い、2001年から3年間にわたり１億円協賛した。また、ロボットとの共存社会において女性がロボットと接する時間が長いため、女性が可愛いと思えるロボットを作るプロジェクトとしてロボットデザイナーの松井龍哉と協業し、３歳の女の子Posy（ポージー）を生み出し、ルイ・ヴィトンやゲラン、バカラなどの欧州メーカーのパーティーセレブとしてバレリーナとダンスを踊る演出を行った。のちに、ソフィア・コッポラの映画“ロスト・イン・トランスレーション”にも出演する。また、販売できるロボットを作って欲しいとリクエストが多かったため、マネキンロボットを開発し、2002年ルイ・ヴィトン表参道店のオープニングでショーウインドウにルイ・ヴィトンの皮を貼ったマネキンロボットを稼働させた。アッパートルソー型のロボットも同時に製作し、ブシュロンなどの高級ジュエリーなどにも展開を行った。コニュニケーションロボットの到来が想定し、音声感情認識技術を開発していた株式会社AGIを2004年に買収し、NTTと感性通信研究や任天堂DSのゲーム“ココロスキャン（セガ発売）”、コールセンター、未来の自動車研究などへ展開を行った。また、2006年に会議室を誰でも声でコントロールできる“空間ロボット”を発案し、便利だけの機能でなく、心地よさの追求を目的として、アロマやLEDカラーなどを利用した。反響が大きく、NHKニュース おはよう日本で生放送中継にも出演した。
当時の部下がセグウェイの研究型ロボット（RMP）を見つけ、2足歩行型ではなくモビリティ型ロボットの応用として利用できると考え、販売権を確保しに渡米した。当時のCEOは、IBM出身ということもあり、考えている方向性に同意頂き、権利確保はスムーズであり、セグウェイ商品そのものの販売権も同時に付与された。2005年に最年少執行役員に就任してからロボット事業の活動が多くのメディアに触れ、2007年にはPRESIDENT（プレジデント社）に活動を大きく取り上げられる。

### 起業時代
2008年12月に日本SGIからセグウェイ事業をMBOさせ、2008年12月にセグウェイジャパンを横浜市に設立する。多くの発祥の地として有名な横浜市を選んだ理由は、21世紀のパーソナルモビリティ発祥の地として活動し、布石を残したいという理由からである。セグウェイは、全世界の先進国ではほぼ公道走行可能となっており、日本はまだ公道走行が出来ない状況にある。よって、国立公園などの敷地で観光ツアーを独自に運営したり、つくば市、二子玉川駅周辺、横浜市、東京丸の内などにて公道走行実証実験を実施し、安全性検証を実施している。技術の進歩と日本の法規制が両立しておらず、その意を唱えるために日々ロビー活動を行っている。
また2012年から音声から病態を分析する機器を研究開発するPST株式会社の創業取締役（現在は代表取締役）として活動している。PST社は、日々の心の状態を定量化するソフトウェア“MIMOSYS”を2017年株式会社日立システムズが採用し“音声こころ分析サービス”を展開、さらに2018年5月富士通コネクテッドテクノロジーズ株式会社のスマートフォン“arrows Be F-04K”に搭載されるなど心の健康状態の見える化に注目されている。さらに、音声から疾患が分かるソフトウェアを目指し研究開発を実施しており、東京大学医学系音声病態分析学講座と共同研究契約を締結している。

## 経歴
専門分野は、インターネットやロボット分野であるが、新しい技術（特に誰もまだ見たことが無い技術）を世の中に浸透させることを面白がりながら展開する。発明家の言葉を一般人に易しく翻訳するのが得意と言われている。
- 1995年　玉川大学工学部卒業後、日本クレイ株式会社に入社
- 1998年　日本シリコングラフィックス株式会社（日本クレイと合併により）
- 2000年　壁紙ドットコム株式会社（現 GMOメディア株式会社）創業取締役に就任
- 2001年　日本SGI株式会社 新規事業推進本部ロボット事業準備室 室長
- 2005年　同社　執行役員　戦略事業推進本部　本部長
- 2008年　セグウェイジャパン株式会社を創立　代表取締役社長に就任
- 2012年　PST株式会社　創業取締役に就任
- 2014年　株式会社AGI（ソフトバンクグループ）取締役に就任（現）
- 2016年　PST株式会社　代表取締役に就任（現）

## 著書
- 電気学会誌　特集　レスキューロボットシステム研究開発の現状（2005年 125巻9号）
- 長岡技術科学大学『先端シミュレーション工学』：感性工学の章 P177-188（ 2007年 ）
- 『交感する科学』（2007年7月 ベルシステム２４総合研究所）ISBN 4938280116
- 『コンピュータは私たちをどう進化させるのか』（2016年12月8日 ポプラ新書）ISBN 4591152855
- 『AIロボットに操られるな！』（2017年12月8日 ポプラ新書）ISBN 4591156699
- ケア専門職のためのSTOP! 介護離職（2018年6月26日 ピラールプレス）ISBN 486194211X

## メディア出演

### テレビ
- NHKニュース おはよう日本 空間ロボット（2007年1月29日）
- テレビ東京ニュースモーニングサテライト リーダーの栞（2016年8月30日）

### ラジオ
- InterFM897 The Dave Fromm Show（2016年10月6日、2016年10月13日）
- bayfm78 A-LABO INDEX（2018年7月31日、2018年8月7日）